# Культура Фосна—Генсбака

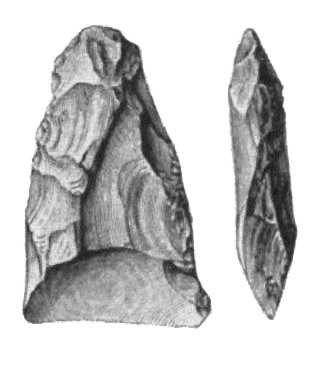
Сокира з Естерйотланда

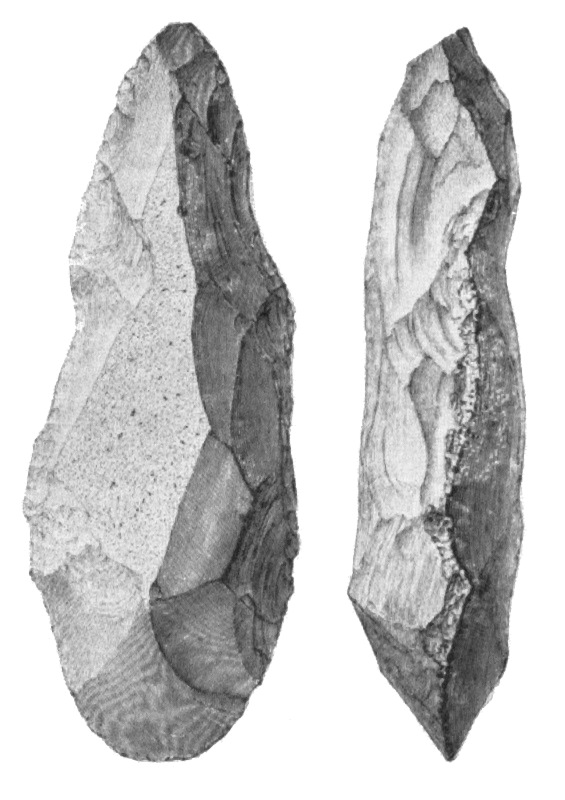
Сокира зі Сконе

Культури Фосна і Генсбака (близько 8300 — 7300 років до н. е.) — дві дуже схожі археологічні культури доби епіпалеоліту в Скандинавії; найчастіше розглядаються під спільною назвою Фосна—Генсбака. До культури Фосна нерідко включають і культуру Комса, хоча знаряддя останньої належать до іншого типу. Основна різниця полягає в тому, що культури Фосна і Комса були поширеними уздовж південного узбережжя Норвегії, тоді як культура Генсбака — східніше, уздовж західного узбережжя Швеції, переважно в центральній частині провінції Богуслен на північ від Гетеборга.
Недавні дослідження показують, що ця територія, тобто центр Богуслену, мала найбільше сезонне населення в північній Європі в часи пізнього палеоліту і раннього мезоліту. Це пов'язано з кліматичними умовами, близькістю басейну Венерну на сході і басейну Північного моря на заході.

## Генетичні зв'язки
Найстарші поселення в Богуслені на західному узбережжі Швеції (Генсбака) походять від аренсбурзької культури у Північній Німеччині. Культура Генсбака пізніше еволюціювала в культуру Сандарна, що існувала на західному узбережжі Швеції (локальний варіант культури Нествет-Лігульт).

## Етимологія
Назва Фосна походить від місцевості в окрузі Крістіансунн, і охоплює найраніші поселення уздовж узбережжя Норвегії від Гордалана до Нурланна.

## Поселення
Найдавніші поселення групи Фосна у східній Норвегії виявлено в Геґніпені, округ Естфолл. 2008 року в Ларвіку виявлено ще давніше поселення. Поселення були розташовані поблизу сучасного узбережжя, однак через постійне піднімання рівня суші після танення льодів нині вони лежать на висоті 60-70 метрів над сучасним рівнем моря на заході Норвегії, а Геґніпен — навіть на висоті 150 м над сучасним рівнем моря.

## Господарство
Розташування пам'яток свідчить про те, що рибальство і полювання на тюленів відігравали важливу роль у господарстві. Передбачається, що населення використовувало для рибальства човни з дерев'яним каркасом, оскільки більшість пам'яток культури Генсбака розташовані на островах. Культура Фосна—Генсбака була чисто мисливсько-збиральною. В її поселеннях археологи виявили лише кам'яні знаряддя і залишки їх виробництва. Серед характерних знарядь — сокири з уламків кременю, наконечники списів і стріл (останні — з хвостовиком).